# Рышково (Железногорский район)
Ры́шково — село в Железногорском районе Курской области России. Административный центр Рышковского сельсовета.

## География
Расположено в 20 км к югу от Железногорска на левом берегу реки Усожи при впадении в неё речки Бутеж. Высота над уровнем моря — 164 м.

## Этимология
Получило название от фамилии первопоселенцев — однодворцев Рышковых (Рыжковых).

## История
Село Рышково упоминается в Отказных книгах Усожского стана Курского уезда с 1645 года.
В 1779 году село включено в состав Дмитриевского уезда Курской губернии.
В XIX веке Рышково было владельческим селом. По данным 9-й ревизии 1850 года местные крестьяне принадлежали нескольким помещикам: Марии Беленихиной (17 душ мужского пола), Софье Ломакиной (25 д.м.п.), Надежде Ломакиной (50 д.м.п.), Федосье Луневой (14 д.м.п.), Николаю, Александру и Марии Шаховским (117 д.м.п.), Николаю Шаховскому (136 д.м.п.), Марии Шаховской с детьми (69 д.м.п.). С 1861 года до 1920-х годов село входило в состав Кармановской волости Дмитриевского уезда. В 1862 году в Рышково было 90 дворов, проживал 951 человек (488 мужского пола и 463 женского), действовал православный Преображенский храм. По его имени у села было второе название — Преображенское. К приходу храма, помимо рышковцев, были приписаны жители соседних деревень: Громашовки, Злобина, Нового Бузца и Старого Бузца. В 1877 году в селе было 123 двора, проживали 839 человек. К тому времени в Рышково была открыта школа. К 1895 году в селе действовали уже 2 церкви — Преображенская и Троицкая. В 1897 году в Рышково проживало 1109 человек (546 мужского пола и 563 женского); всё население исповедовало православие. В 1900 году в селе проживало 1012 человек (520 мужского пола 492 женского).

### После 1917 года
В 1928 году Рышково вошло в состав Михайловского (ныне Железногорского) района. В начале 1930-х годов в селе были организованы 2 колхоза: имени Ворошилова и «Победа». В 1937 году в Рышково был 191 двор. 
Во время Великой Отечественной войны, с октября 1941 года, село находилось в зоне немецко-фашистской оккупации. Освобождено 15 февраля 1943 года. 
В 1950 году произошло укрупнение колхозов: хозяйства села Рышково и деревень Новый Бузец и Фоминка были объединены в одну артель — имени Энгельса с центром в селе Рышково. Долгое время им руководили председатели-орденоносцы Шибанов и Гапонов. Колхоз славился животноводческими фермами и коноплеводством. В 1959 году к колхозу имени Энгельса был присоединён колхоз «Ударник», в котором трудились жители Громашовки и Жидеевки. В начале 1990-х годов колхоз имени Энгельса был преобразован в акционерное общество «Заря», которое в настоящее время является преуспевающим хозяйством.

## Население
| 1862 | 1877 | 1883 | 1897  | 1905  | 1979 | 2002 |
| ---- | ---- | ---- | ----- | ----- | ---- | ---- |
| 951  | ↘839 | ↘809 | ↗1109 | ↘1019 | ↘375 | ↘314 |
| 2010 |      |      |       |       |      |      |
| ↗334 |      |      |       |       |      |      |

## Персоналии
- Шебанов, Иван Павлович (1903—2000) — советский военный и промышленный деятель, директор и главный конструктор КБ-1 завода № 81 Министерства авиационной промышленности СССР, лауреат Сталинской премии II степени (1942).
- Ячменьков, Михаил Николаевич (1902—1966) — участник Великой Отечественной войны, гвардии генерал-майор. Родился в Рышково.

## Экономика
- ЗАО «Заря» — сельскохозяйственное предприятие[21].

## Улицы
В селе 2 улицы:
- Злобинская
- Молодёжная

## Интересные факты
Житель села Рышково Василий Ильин в 2013 году стал лицом одного из номеров журнала «Esquire».